# Loes Visser (dirigent)

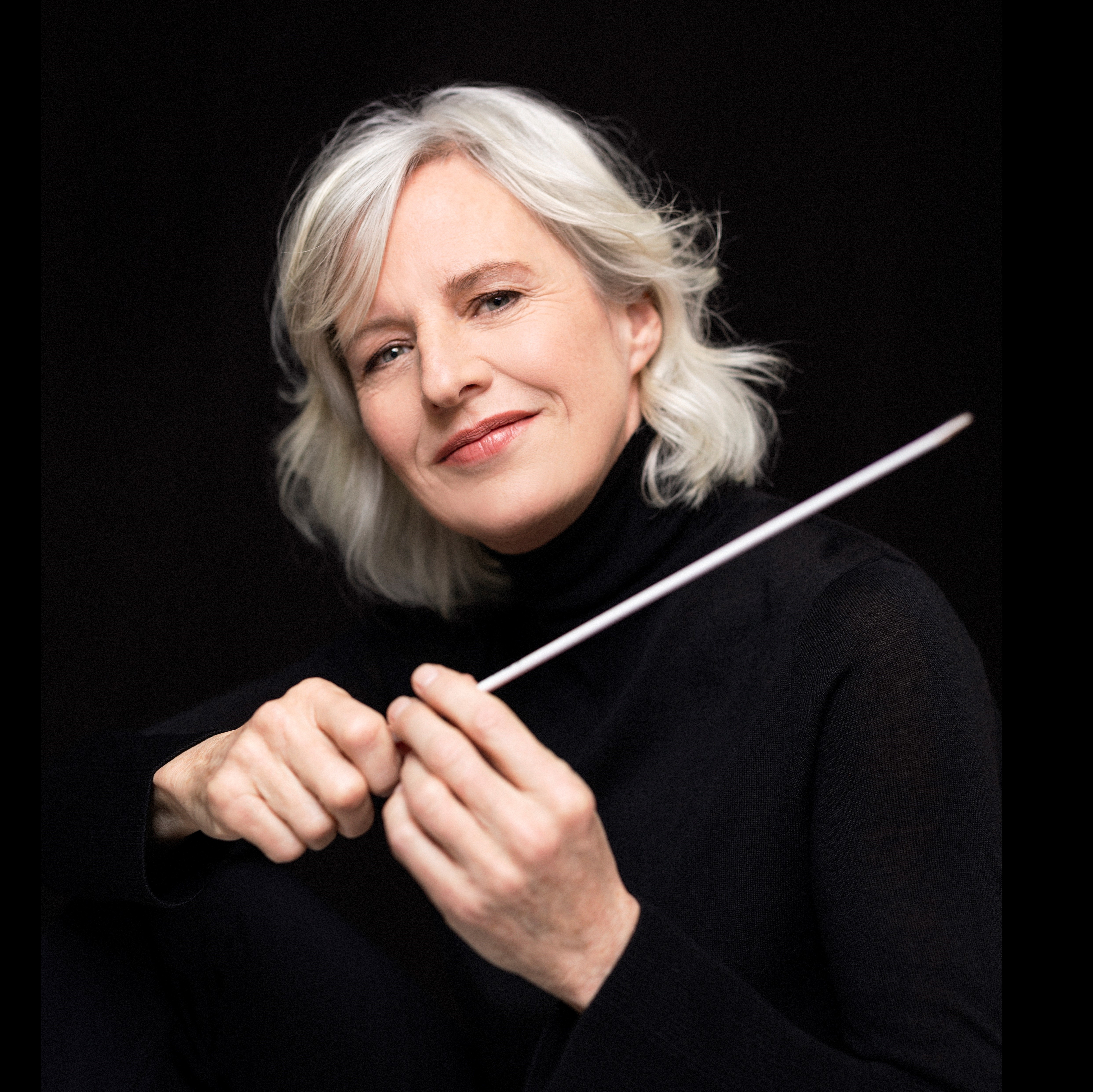
Loes Visser - dirigent

Loes Visser (Gouda, 18 april 1959) is een Nederlands dirigent.

## Biografie
Loes Visser begon op haar 18e met dirigeren. Zij studeerde viool bij Bouw Lemkes, altviool bij Jürgen Kussmaul en orkestdirectie bij Ru Sevenhuysen, Ed Spanjaard en Lucas Vis, onder meer aan het Sweelinck-conservatorium in Amsterdam en het Koninklijk Conservatorium in Den Haag. Verder volgde zij masterclasses en lessen bij Bernard Haitink, Ilja Moesin, Constantin Bugeanu en bij Franco Ferrara en Gennadi Rozjdestvenski in Siena. Zij is een van de eerste vrouwelijke dirigenten die afstudeerden aan een Nederlands conservatorium. Tijdens haar afstudeerconcert dirigeerde zij de 5e symfonie van Gustav Mahler.
Ze stond voor verschillende orkesten in binnen- en buitenland, onder meer de Kiev Soloïsts, het Staatssymfonieorkest van Oekraïne, het Nieuw Ensemble en het Slovak Sinfonietta. Zij was chef-dirigent van Erasmusica (het orkest van de Erasmus Universiteit Rotterdam), het CREA Orkest in Amsterdam en het Amsterdams Theaterorkest. Met haar eigen Adamello Ensemble gaf Loes Visser concerten op bijzondere plaatsen, zoals de gevangenis in Scheveningen en in de bergen in Italië. Zij trad op met vele solisten, onder wie Eva-Maria Westbroek, Frank van Aken, Miranda van Kralingen, Naum Grubert, Liza Ferschtman, Maria Milstein, Charlie Siem, Gavriel Lipkind en Dominik Wagner. 
Loes Visser is chef-dirigent en artistiek leider van het Britten Jeugd Strijkorkest dat zij oprichtte in 2007, als orkest voor jonge strijkers uit Oost-Nederland die zij begeleidt in hun muzikale ontwikkeling. Tevens is zij oprichter en artistiek directeur van het Britten Concours, een jaarlijks concours voor strijkers van 10 tot en met 18 jaar.